# Otto Jahn
Otto Jahn, född den 16 juni 1813 i Kiel, död den 9 september 1869 i Göttingen, var en tysk filolog, arkeolog och musikskriftställare.
Jahn var vid Berlins och Leipzigs universitet lärjunge till Gottfried Hermann, Böckh och Lachmann, blev 1836 filosofie doktor, utbildade sig vidare i Paris och Rom samt inrättade 1839 vid Kiels universitet ett slags arkeologiskt seminarium. Han kallades 1842 till Greifswald som extra ordinarie professor i klassisk litteratur och arkeologi samt blev 1845 ordinarie professor där och 1847 i Leipzig, där han knöt arbetsgemenskap med sin förre student Theodor Mommsen. På grund av sitt deltagande i de nationella rörelserna 1848 och 1849 blev han suspenderad och avsattes 1851 av regeringen. Efter att 1855 utnämnts till ordinarie professor i Bonn verkade han där till sin död, under sista årtiondet med bruten hälsa. 
Han ägnade sig med största nit åt sin lärarverksamhet och utövade ett ansenligt inflytande på den klassisk-arkeologiska vetenskapen, särskilt genom sin strängt filologiska metod och sitt fina konstsinne. Utom en ansenlig mängd uppsatser i lärda tidskrifter lämnade Jahn, vad beträffar hans läroämnen, kritiska editioner av Persius (1843, 1851, 1868), Censorinus (1845), Florus (1852), Juvenalis (1851, 1868) med flera auktorer. Dessutom författade han flera utförliga arkeologiska monografier. Hans Beschreibung der Vasensammlung in München (1854) inleds med en omfångsrik och grundläggande avhandling om vaskännedomen. 
Som litteraturhistoriker och biograf utgav Jahn Goethes Briefe an Leipziger Freunde (1849, 1867) och Goethes Briefe an Voigt (1868) samt skrev över Winckelmann (1844), sin lärare Hermann (1849), Uhland (1863) med flera. Flera av hans levnadsteckningar samlades i Biographische Aufsätze (1866). Alltifrån barndomen idkade Jahn musikstudier, komponerade själv sånger, började i Leipzig samla Bachs manuskript, stiftade "Bach-Gesellschaft" för dessas utgivande samt gav företaget den filologisk-kritiska karaktär, som sedan har präglat monumentaleditionerna av de stora tyska musikernas verk. 
Jahns mest betydande biografiska verk är W. A. Mozart (4 band, 1856–1859, 3:e upplagan i 2 band 1889–1891; svensk översättning: "W. A. Mozart", 2 delar, 1865), den första värdiga tondiktarbiografi, som någon åstadkommit, ett mästerverk av kritisk metod. Han skildrar däri Mozart och hans verk inom en bred ram av tidsförhållanden. En mängd av Jahn samlat material lades till grund för Thayers Beethovenbiografi och Pohls Haydnbiografi. Jahns Gesammelte Aufsätze über Musik (1866) innehåller bland annat hans skarpt klandrande analyser av Wagners musikdramer.